# Gardnerville (Nevada)
Pour l’article homonyme, voir Gardnerville Ranchos.
Gardnerville est une ville non incorporée du comté de Douglas dans l'État du Nevada.
Sa population était de 5 656 habitants en 2010.
Fondée en 1880, son nom vient de John Gardner, un éleveur de bétail local.